# 21715 Palaniappan
21715 Palaniappan è un asteroide della fascia principale. Scoperto nel 1999, presenta un'orbita caratterizzata da un semiasse maggiore pari a 2,2577435 UA e da un'eccentricità di 0,0660257, inclinata di 7,59687° rispetto all'eclittica.